# Colletotrichum godetiae
Colletotrichum godetiae är en svampart som beskrevs av Neerg. 1950. Colletotrichum godetiae ingår i släktet Colletotrichum och familjen Glomerellaceae.   Inga underarter finns listade i Catalogue of Life.